# Клеменс, Мэри
Мэри Стронг Клеменс (англ. Mary Strong Clemens) — американский ботаник и собиратель растений. На протяжении всей жизни она усердно собирала растения в отдалённых уголках Филиппин, Борнео, Китая, Новой Гвинеи и Австралии.

## Биография
Мэри Кнапп Стронг родилась в Нью-Йорке, в 1896 году вышла замуж за Джозефа Клеменса, служителя методистской епископальной церкви. В 1902 году он поступил на службу в армию США в качестве капеллана, служил на Филиппинах, в Америке, а затем во Франции во время Первой мировой войны, выйдя в отставку в 1918 году. Во время пребывания на Филиппинах в 1905—1907 годах она совершила множество поездок по Лусону и Минданао. После выхода мужа на пенсию он стал её помощником, и супруги работали как команда профессиональных ботаников-коллекционеров, занятых полный рабочий день. Обычно Клеменс собирала растения, а её муж сушил их и готовил к отправке.
В период между Первой и Второй мировыми войнами Клеменсы посетили провинции Хэбэй и Шаньдун в Китае, а также Индокитай, британский Северный Борнео, Саравак, Яву и Сингапур. Особенно примечательны их поездки на гору Кинабалу на севере Борнео в 1915 году и в 1931—1934 годах, где они собрали самые большие коллекции растений, когда-либо собранные с этой горы.
В августе 1935 года супруги отправились на подмандатную территорию Новая Гвинея, где Джозеф Клеменс умер в январе 1936 года от пищевого отравления заражённым мясом дикого кабана. Мэри Клеменс продолжала работать в Новой Гвинее до декабря 1941 года, когда она была принудительно эвакуирована в Австралию из-за надвигающейся войны.
В Австралии ей выделили место в Гербарии Квинсленда в Брисбене, в сарае за главным зданием, которое она использовала как базу, где продолжала заниматься сборами ботанических образцов. Хотя предоставление помещений в гербарии предполагалось как временное, она поселилась там на следующие 20 лет. Проживая в общежитии в 5 км, она ходила в гербарий рано утром, иногда готовила еду и ночевала в своём сарае, несмотря на то, что ей было приказано этого не делать.
Ее сильная религиозность выражалась в том, что она ежедневно записывала в свой полевой дневник цитаты из Библии, часто пела гимны, что вызывало жалобы сожителей и соседей, а за проживание в полевых условиях платила уроками Священного Писания и пением гимнов.
В дальнейшем Клеменс ограничила свою ботаническую работу в Австралии штатом Квинсленд и совершила поездки в Чарлевилль (1945), район Джерико (1946), район Маккей (1947), район Мэриборо (1948), а также в Ингхэм и Талли в Северном Квинсленде (1949). Перелом бедра в 1950 году положил конец длительным поездкам, но она продолжала работать в Гербарии Квинсленда до начала 1960-х годов. Скончалась 13 апреля 1968 года в возрасте 95 лет.

## Наследие
В её честь названы следующие виды растений:
- Saurauia clementis[англ.] Merr.
- Pseuduvaria clemensiae[англ.] Su & R.M.K.Saunders
- Erycibe clemensae[вд] Ooststr.
- Decalobanthus clemensianus[вд] (Ooststr.) A.R.Simões & Staples